# 犯罪報道
犯罪報道（はんざいほうどう）は、犯罪の報道のこと。
犯罪は人命や財産が関わるだけに市民の一大関心事であり、報道では特に力が入れられている分野である。日本のマスコミは、「サツ周り」といって、新人記者を警察の記者クラブに配属して取材の仕方を学ばせるところが多い。

## 犯罪報道の目的
犯罪報道は市民が犯罪を知る上で重要な役割を果たしている。2004年9月に内閣府から発表された「治安に関する世論調査」では、治安に関心をもったきっかけとして、「テレビや新聞でよく取り上げられるから」と回答した者が83.9%と最も多く、2位の「家族や友人との会話で話題になったから」の30.0%を大きく引き離している。
犯罪報道には、捜査機関からの発表や裁判から犯罪の原因を分析し、犯罪が二度と起こらないよう提言する再発防止の目的がある。テレビが犯罪報道を行う目的は、犯罪を生んだ背景を考え、その原因を個人の「心の闇」に帰すのではなく、自分たちと地続きなものととらえ、社会を考える材料にするためだろうという指摘がある。
また、犯罪者の実名や生い立ち、犯行内容を報道することによって犯罪者に社会的制裁を加え、再犯予防を図る特別予防効果がある。犯罪報道は司法に先立って社会的制裁を加えるためにあるのではないと指摘もある。司法は犯罪を個人の責任と考えるのに対して、ジャーナリズムは社会により責任を見出そうとするからである。
犯罪の一般予防効果
犯罪者の実名や生い立ち、量刑を報道することによって、市民に対して犯罪を起こすことが割りの合わないことだということを周知する。
公権力の監視
捜査機関が適正に捜査し、被疑者の人権が守られているかどうか監視する。
犯人逮捕への協力
逃亡中の犯人について報道することによって、逮捕への市民の協力を求める。
犯罪被害者の救済
犯罪被害者の苦しみを取り上げることにより、犯罪被害者への救済措置や厳罰化を実現する。
なお、犯罪報道では報道が犯罪の背景を対象とする客観的分析には向かわず、犯罪事実とは直接関係のない周辺的事実の報道によって特殊ケースとして扱われる傾向があるという指摘がある。

## 世界各国における犯罪報道

### 日本における犯罪報道

#### 歴史
昭和30年代後半から日本経済が成長期に入ると新聞の広告料も増大し、広告の消化と開発の急な首都圏読者の獲得のために新聞各社は増ページを行うようになった。増ページの中心は社会面だった。社会面の拡充によって犯罪報道競争が激化するようになった。いわゆる「書き得」や「載せ得」の傾向が見られるようになり、悪は悪でなければならぬ、被害者はあくまで悲劇的でなければならないといったアクセルを踏んだままの制動の効かない鋭角筆法が主流を占め、残虐さ、悲惨さを競う風潮が広まるようになった。
1984年1月19日、『週刊文春』が「疑惑の銃弾」という1981年11月18日に発生したロス銃撃事件の疑惑を追及した記事を掲載。他のマスコミも追随して、事件の被疑者であった三浦和義に対して常軌を逸した過熱取材が繰り広げられることとなった。三浦は訴訟の内80%で勝訴していると主張している。
1984年9月には当時共同通信社記者だった浅野健一が『犯罪報道の犯罪』を発表し、実名報道、犯人視報道といった日本の犯罪報道のあり方を批判して一石を投じた。

#### 犯罪報道の弊害
報道機関は営利企業のため、社会的に注目されやすい凶悪犯罪に集中して報道する傾向がある。しかし、このことが市民に過度の不安を与え、実際は数値上では治安が悪化していないにもかかわらず、体感治安として悪化しているかのように感じさせてしまうことがある（モラル・パニック）。日本では報道番組の長時間化・ワイドショー化によってこの傾向が強まっており、2000年の少年犯罪報道や2006年の飲酒運転報道、いじめ報道が代表的である。
通信社が警察ネタを取材する諸外国とは異なり、日本の大手マスコミは警察に大量の記者を張りつけている。そのため、記者の半数以上は社会部所属であり、整理部デスクも社会部出身者が主流となるので警察ネタ偏重になりやすい。『北海道新聞』記者の高田昌幸は、記者クラブの存在と、記者クラブの配置は時代がかわっても新設・廃止がすくないことが犯罪報道への偏重をまねいていると指摘している。また、デスクが「特落ち」を嫌って独自の企画よりも各社横並びの発表ものを優先する傾向が強いともいわれている。
日本の報道機関は原則として記者クラブ加盟社しか警察発表に参加することができず、警察など捜査機関との癒着が生じやすい。結果として、不当捜査や捜査の怠慢を見過ごしてしまいがちである。警察のメディアへの影響力は非常に強く、大麻といった過去にいくらでもあった個別にはたいした事件でなくても、警察が一斉摘発に踏み切ると翼賛報道が起きやすいという。警察もネタのないときは記者クラブに書いてもらいたいし、マスコミも「逮捕」という錦の御旗があれば名誉毀損で反撃される心配がないので、露骨な個人攻撃を繰り返すという。独自に取材したネタを警察に持ち込んで、ガサ入れと同時にニュースにするパターンも多いという。
民間企業に過ぎない報道機関には犯罪者を制裁する権限はないが、実際には被疑者・犯罪者の実名や生い立ちを詳細に報道することによって制裁となっていることが多く、日本では無罪推定の原則が徹底されていないために被疑者への犯人視報道が行われることが多い。
近年では被害者の存在がクローズアップされており、被害者の怒りを集中的に報道することが市民の被疑者・犯罪者への憎悪を煽っているとの指摘もある。
犯罪の誘発
犯罪の手口を詳細に報道することによって類似犯罪を誘発する危険性が指摘されている。

#### 現状
逮捕段階での報道が重視され、被害者や被疑者のプライバシーを暴くことがおこなわれている。フリーライターの小野一光は被疑者や被害者の卒業文集に掲載された、記者の俗称でガンクビと呼ばれる顔写真の掲載や報道について、総合週刊誌より写真週刊誌の方が重視する傾向にあることを記している。高田昌幸は、日本の犯罪報道は一旦事件がおきれば連日のように続報を流す「続報主義」であると指摘している。
マスコミは警察・検察から捜査情報を得るために捜査関係者個人が特定される表現を避ける傾向がある。ある新聞社が広報担当者である副署長を「副署長によると」との表記にしたところ、それでさえ「話さない」と言い出し、記述の変化でも警察の現場では拒否反応が強いという。また、検察官も実名を報道されるのをきらう傾向がある。フリージャーナリストの上杉隆は、2009年3月、西松建設事件についてフジテレビの『新報道2001』で、記者クラブにリークをくりかえしている樋渡利秋検事総長と佐久間達哉特捜部長は堂々と記者会見で名前を出して話すべきと主張したところ、検察庁担当記者から、 検察は実名を出されて怒っている、微罪で逮捕されるかもしれないから気を付けろと忠告されたという。上杉は、検察官の実名を報道することがタブーとなっており、それがマスコミの権力チェック機能を喪失させていると指摘している。
過去、冤罪事件が何件か起きているが、それでもマスコミは犯人視報道を改めようとはしない。理由としては、精密司法をとる日本においては検察は有罪になる可能性の高い事件しか逮捕・起訴しないと一般に考えられていること、損害賠償請求訴訟の賠償額が低くマスコミにとっては痛手にならない金額であることなどが挙げられる。

#### 日本における犯罪のリアルタイム報道
日本において犯罪報道とは犯罪の事後の報道であるものが多く、当然マスコミの目の前で犯罪が起こることは非常に稀である。が、殺人事件に限れば、第二次世界大戦後の日本では、1960年の浅沼稲次郎刺殺事件や、1970年の三島事件、1972年のあさま山荘事件、1985年の豊田商事永野一男会長刺殺事件、1995年の村井秀夫刺殺事件や、犯人が射殺された1972年の瀬戸内シージャック事件（射殺した狙撃手は不起訴）は事件の瞬間が報道された。1948年の帝銀事件や1949年の下山事件、1974年の三菱重工爆破事件、2006年の長崎市長射殺事件、2008年の秋葉原通り魔事件などは事件の直後の様子が報道された。特に、帝銀、永野、村井の各事件は生々しさから物議を醸した。2003年の名古屋立てこもり放火事件は爆破の瞬間が、また、犯罪ではないが、1999年の玄倉川水難事故や2008年の都賀川水難事故などは人が流される瞬間が、1980年の静岡駅前地下街爆発事故では、爆破の瞬間がそれぞれ報道された。

#### 裁判員制度と犯罪報道
2009年5月21日に日本で開始された裁判員制度では推定無罪の原則から裁判員候補者に予断を与えない報道が求められていて、日本新聞協会や日本民間放送連盟は犯人視報道をしないという指針を発表している。実際、捜査機関からの発表という意味合いが強い「捜査本部の調べでわかった」から、報道機関による独自取材、特ダネなど捜査側が未公表の内容を報道機関の責任で書いているという意味合いが強い「捜査本部への取材でわかった」という表現に切り替わりつつある。
しかし、裁判員制度が開始された当日に被疑者が逮捕された中央大学教授刺殺事件での報道は、転職を繰り返したという逮捕時点では事件との関連性がみえない被疑者の職歴、「卒業生に思い込みの激しい人物がいる」という情報、「殺害行為については淡々と認めながら」という出所が明記されていない被疑者の供述など予断を与えかねない報道で、開始前と大して変わっていないという指摘がある。

#### 諸外国との違い
警察ネタの扱いが非常に大きい日本の大手マスコミとは違い、イギリスのBBCなど諸外国の大手マスコミは、政治・経済・外交が中心というのが常識で、殺人事件がトップに来るのは『ザ・サン』のような大衆紙だといわれている。諸外国では基本的に高級紙は警察ネタを取材せず、通信社の配信した情報から重要なものがあれば取材するという。

### アメリカとイギリス
アメリカやイギリスでは権力が行使される過程を明らかにすることによって市民による監視が可能になるとする理念(Open Justice)があり、実名報道には積極的である。逮捕よりも裁判の報道を重視する傾向が強い。アメリカでは捜査関係者の実名も報道される。理由は捜査関係者を匿名にしたままで実名で第三者の不正を報道すると捜査機関に利用されかねないからである。捜査される側の主張もきちんと報道されることが多い。一例をあげると、アメリカの証券取引委員会(SEC)がサブプライムローン関連の証券化商品の販売にからんで投資家をだましたとしてゴールドマン・サックスを摘発した事件では、『ニューヨーク・タイムズ』はSECの捜査局長や捜査局メンバーの顔写真と実名を報道し、ゴールドマン・サックスの反論も報道している。

### スウェーデン
スウェーデンでは、「続報主義」の日本とはちがい、起訴後の報道が重視されている。捜査段階では曖昧な情報がおおく、事件を正確に報道するには起訴後に弁護士や検察官に取材した方が確実だとかんがえられているからである。報道すべきものは事件の社会的意味や背景、司法プロセスが適正かどうかなどであるという。

### 韓国
韓国では、一般市民の被害者や被疑者は、「李某さん」、「李某容疑者」という匿名に近い報道が行われている。被疑者は連行や現場検証の際、帽子とマスクを着用されている。被疑者は警察での発表の際、顔を机につけさせて記者から顔がみえない状態で出席させられることが多い。記者は被疑者に取材することが可能である。
しかし、近年凶悪犯罪の増加にともなって実名報道を求める世論が高まり、2009年7月14日の閣議で、犯行手段が残忍な犯罪に限って、被疑者の顔写真、実名を公開する「特定強力犯罪の処罰に関する特別法」の改正案を審議し、議決した。